# 4842 Atsushi
4842 Atsushi је астероид главног астероидног појаса чија средња удаљеност од Сунца износи 2,250 астрономских јединица (АЈ).
Апсолутна магнитуда астероида је 13,1.